# Poecilimon cretensis
Poecilimon cretensis är en insektsart som beskrevs av Werner 1903. Poecilimon cretensis ingår i släktet Poecilimon och familjen vårtbitare. IUCN kategoriserar arten globalt som livskraftig. Inga underarter finns listade i Catalogue of Life.